# Francesco Milesi
Pour les articles homonymes, voir Milesi.
S.B. Francesco Milesi (21 mars 1744 - Venise † 18 septembre 1819) est un homme d'Église, archevêque italien de l'Église catholique romaine des XVIIIe et XIXe siècles.

## Biographie
Prêtre depuis 1767, Milesi fut nommé évêque de Vigevano le 18 septembre 1807. Il fut ordonné le 1er novembre suivant par Mgr Antonio Codronchi, archevêque de Ravenne, (principaux coconsécrateurs :
Mgr Eugenio Giovanni Battista Giuseppe Cerina, O.F.M., évêque titulaire de Sergiopolis (de) et Mgr Carlo Rovelli (it), O.P. évêque de Côme).
Milesi fut présent au concile de Paris (1811).
Dans l'entourage proche de l'Empereur, il fut très favorisé par sa position, ce qui lui a permis d'obtenir le titre de baron du royaume d'Italie par lettres patentes du 28 mars 1812. Il était également membre du collège électoral des docteurs de l'Adriatique.
Le 23 septembre 1816, il fut promu patriarche de Venise sur nomination du gouvernement, pour surmonter la résistance qui s'était élevée, venant même du souverain pontife[précision nécessaire].

## Lignée épiscopale
1. Mgr l'archevêque Antonio Codronchi ;
2. Mgr l'archevêque Francesco Milesi.

## Titres
- Baron du royaume d'Italie (décret impérial de 1812, lettres patentes du 28 mars 1812) ;

## Armoiries
| Figure | Blasonnement |
|        | Armes de baron du Royaume, Coupé : au 1, parti de pourpre à la colombe d'argent et des barons évêques, au 2, d'argent à un bouquet de violettes, lié de sinople. |
|        | Armes des Milesi Parti: au 1, d'azur, à un arbre de sinople, fûté d'or, accolé d'un serpent au naturel, dont la tête s'élève au-dessus de la cime, l'arbre accosté de deux lions affrontés d'argent, le tout soutenu d'une terrasse de sinople; au 2, d'argent, à un cœur de gueules, ch. d'une croix d'or, surch. de cinq tourteaux de gueules. |